# Caldey Island
Caldey Island – wyspa położona na zatoce Carmarthen, na Kanale Bristolskim (Ocean Atlantycki), około 4 km na południe od miasta Tenby w hrabstwie Pembrokeshire, w Walii. Wyspa ma 2,4 km długości i 1,6 km szerokości.
Od VI w. była siedzibą celtyckich mnichów. W 1906 roku wyspa została zakupiona przez angielskich benedyktynów, którzy na wyspie wybudowali klasztor i opactwo. W 1928 roku na wyspę przybyli z Belgii trapiści, którzy zamieszkują wyspę do dzisiaj. Mnisi zajmują się hodowlą bydła, wyrobem sera oraz perfum.
W 1827 roku została zbudowana latarnia morska Caldey.
Klify południowej części wyspy oraz sąsiednia wyspa St Margaret's Island jest siedliskiem i lęgowiskiem ptaków.